# Комната 401
«Комната 401» — на данный момент закрытая телевизионная передача MTV, созданная Эштоном Кутчером и Джейсоном Голдбергом. Шоу названо по номеру палаты Детройтского Госпиталя Милосердия, в которой в 1926 году умер Гарри Гудини. Также в шоу используются некоторые его знаменитые номера.
Сюжет шоу заключается в том, что ничего не подозревающие участники попадают в центр небольших фильмов ужасов, разыгрываемых в живую. Участники сталкиваются с различными ситуациями, от оживших мертвецов до несчастных случаев с бензопилой. Каждый эпизод шоу содержит четыре различных розыгрыша-кошмара. Ведущим шоу был Джаред Падалеки, исполнитель одной из главных ролей телесериала Сверхъестественное.